# Geórgia nos Jogos Olímpicos de Verão de 2016
A Geórgia esteve representada nos Jogos Olímpicos de Verão de 2016 por um total de 40 desportistas que competiram em 12 desportos. Responsável pela equipa olímpica é o Comité Nacional Olímpico Georgiano, bem como as federações desportivas nacionais da cada desporto com participação.
O portador da bandeira na cerimónia de abertura foi o judoca Avtandil Chrikishvili.

## Natação
| Atleta            | Prova       | Eliminatórias | Eliminatórias | Semifinal | Semifinal | Final       | Final       |
| Atleta            | Prova       | Tempo         | Pos.          | Tempo     | Pos.      | Tempo       | Pos.        |
| ----------------- | ----------- | ------------- | ------------- | --------- | --------- | ----------- | ----------- |
| Irakli Revishvili | 400 m livre | 4:00,56       | 45º           | —         | —         | Não avançou | Não avançou |

## Medalhistas
A equipa olímpica da Geórgia obteve as seguintes medalhas:
| Nome                    | Desporto          | Competição |
| ----------------------- | ----------------- | ---------- |
| Ouro                    |                   |            |
| Lasha Talajadze         | Halterofilia      | +105 kg M  |
| Vladimer Jinchegashvili | Luta livre        | 57 kg M    |
| Prata                   |                   |            |
| Varlam Liparteliani     | Judô              | –90 kg M   |
| Bronze                  |                   |            |
| Irakli Turmanidze       | Halterofilia      | +105 kg M  |
| Shmagui Bolkvadze       | Luta grecorromana | 66 kg M    |
| Geno Petriashvili       | Luta livre        | 125 kg M   |
| Lasha Shavdatuashvili   | Judô              | –73 kg M   |